# Gonzalo García García
Gonzalo Manuel García García (Montevideo, Uruguay; 13 de octubre de 1983), más conocido como Gonzalo o Recoba, es un exjugador y entrenador de fútbol hispano-urugayo. Actualmente dirige al Hajduk Split.

## Carrera como jugador
Nacido en Montevideo, Uruguay, Gonzalo se mudó a España a la edad de 13 años, a la Galicia natal de sus abuelos. Fue apodado en honor al jugador uruguayo, Álvaro Recoba, que jugaba en la misma posición.Sus actuaciones atrajeron pretendientes como el A.C. Milan, que envió a Franco Baresi a su casa en el pueblo de Os Tilos, Teo, pero el S.D. Compostela, con problemas de liquidez, ya había aceptado una oferta de 50 millones de pesetas (300.000 euros) del Real Madrid, un récord para las categorías inferiores del equipo capitalino.
Gonzalo nunca pudo pasar del tercer equipo del Real Madrid en su último año. En su país de adopción nunca jugó en niveles superiores a tercera división, representando también a A.D. Alcorcón, Mérida U.D. y C.F. Palencia.
En 2005, Gonzalo se mudó a Holanda, primero con AGOVV Apeldoorn, siendo uno de los máximos goleadores en la temporada de segundo nivel bajo el mando de Stanley Menzo. Inmediatamente se cambió a la Eredivisie después de fichar por el Heerenveen, jugando su primer partido en la competición el 10 de febrero de 2007 contra el Vitesse, pero rara vez apareció en el transcurso de dos temporadas, terminando la temporada 2007-08 cedido al Heracles Almelo y ayudando al club por poco a evitar el descenso.
Posteriormente, Gonzalo firmó con el F.C. Groningen, firmando un contrato de cuatro años.Primera opción en su campaña de debut (28 partidos, cuatro goles), rara vez jugó en 2009-10, siendo nuevamente cedido en la ventana de transferencia de enero al VVV-Venlo.
En junio de 2011, se mudó a Chipre para jugar en el AEK Larnaca.El día 14, en la segunda ronda de clasificación de la UEFA Europa League, anotó un triplete en la goleada por 8-0 al Floriana FC.En la temporada 2012-13, firmó con el Maccabi Tel Aviv de Israel.Rara vez se instaló en los años siguientes, pero pasó dos temporadas en el Anorthosis Famagusta, la primera cedido.
Gonzalo regresó al fútbol holandés el 4 de agosto de 2015, tras firmar un contrato con el Heracles Almelo.Se retiró a la edad de 34 años, tras una etapa en su ex club S.D. Compostela.

## Carrera como entrenador
Gonzalo empezó a trabajar como técnico inmediatamente después de retirarse, actuando como asistente técnico en el Esbjerg fB de la Primera División danesa.El 16 de mayo de 2019, tras un año en el mismo cargo en el F.C. Twente, fue nombrado entrenador.Su contrato no fue renovado luego de que expirara al final de la temporada 2019-20.
El 16 de junio de 2021, fue nombrado entrenador del NK Istra 1961.Después de lograr el noveno lugar en su primera temporada, terminó quinto en la 2022-23, perdiendo un lugar en Europa.Luego de que su contrato no fuese renovado, en junio de 2023 fue reemplazado por Mislav Karoglan.
En mayo de 2024, fue oficializado como entrenador del F.C. Arouca y firmó un contrato por una temporada.Sin embargo, el 28 de octubre, dejó su cargo después de un mal comienzo en la temporada.
El 7 de enero de 2025, inició su segunda etapa al frente del NK Istra 1961. El 13 de junio, dejó su cargo en el club croata para asumir al frente del Hajduk Split.

## Clubes

### Como jugador
| Club                 | País         | Año       |
| -------------------- | ------------ | --------- |
| A.D. Alcorcón        | España       | 2003      |
| Mérida U.D.          | España       | 2004      |
| C.F. Palencia        | España       | 2004-2005 |
| AGOVV Apeldoorn      | Países Bajos | 2005-2006 |
| Heerenveen           | Países Bajos | 2006-2008 |
| Heracles Almelo      | Países Bajos | 2008      |
| F.C. Groningen       | Países Bajos | 2008-2010 |
| VVV Venlo            | Países Bajos | 2010      |
| F.C. Groningen       | Países Bajos | 2010      |
| AEK Larnaca          | Chipre       | 2011      |
| Maccabi Tel Aviv     | Israel       | 2012-2013 |
| Anorthosis Famagusta | Chipre       | 2013-2015 |
| S.D. Compostela      | España       | 2016-2017 |

### Como entrenador
| Club          | País         | Año           |
| ------------- | ------------ | ------------- |
| F.C. Twente   | Países Bajos | 2019-2020     |
| NK Istra 1961 | Croacia      | 2021-2023     |
| F.C. Arouca   | Portugal     | 2024          |
| NK Istra 1961 | Croacia      | 2025          |
| Hajduk Split  | Croacia      | 2025-presente |

## Palmarés

### Como jugador

#### Campeonatos nacionales
| Título                 | Club             | País   | Año     |
| ---------------------- | ---------------- | ------ | ------- |
| Liga Premier de Israel | Maccabi Tel Aviv | Israel | 2012-13 |